# Eukelade
Eukelade /e.u.ke'la.de/, cunoscut și sub numele de Jupiter XLVII, este un satelit retrograd neregulat al lui Jupiter. A fost descoperit de o echipă de astronomi de la Universitatea din Hawaii condusă de Scott S. Sheppard⁠(d) în 2003 și a primit denumirea temporară S/2003 J 1.
Eukelade are aproximativ 4 kilometri în diametru și orbitează în jurul lui Jupiter la o distanță medie de 23.484.000 km în 693,02 zile, la o înclinație de 164° față de ecliptică (165° față de ecuatorul lui Jupiter), într-o direcție retrogradă și cu o excentricitate de 0,2829.
A fost numită în martie 2005 după Eucelade - conform lui John Tzetzes enumerat de unii scriitori greci (nenumiți) drept una dintre Muze.
Eukelade aparține grupului Carme, alcătuit din sateliți retrograzi neregulați care orbitează în jurul lui Jupiter la o distanță cuprinsă între 23 și 24 Gm și la o înclinație de aproximativ 165°.